# Ilha Comprida (ort)
Ilha Comprida är en ort i Brasilien.   Den ligger i kommunen Ilha Comprida och delstaten São Paulo, i den södra delen av landet, 1 000 km söder om huvudstaden Brasília. Ilha Comprida ligger 7 meter över havet och antalet invånare är 9 027.
Terrängen runt Ilha Comprida är platt västerut, men åt nordost är den kuperad. Havet är nära Ilha Comprida åt sydost. Närmaste större samhälle är Iguape, 4,0 km norr om Ilha Comprida.